# Spiriamphorella
Spiriamphorella es un género de foraminífero bentónico de la subfamilia Spiriamphorellinae, de la familia Nubeculariidae, de la superfamilia Cornuspiroidea, del suborden Miliolina y del orden Miliolida. Su especie tipo es Spiriamphorella carpathica. Su rango cronoestratigráfico abarca el Carniense (Triásico superior).

## Discusión
Clasificaciones más recientes incluyen Spiriamphorella en la superfamilia Nubecularioidea.

## Clasificación
Spiriamphorella incluye a las siguientes especies:
- Spiriamphorella carpathica †
  - Spiriamphorella carpathica gemerica †
- Spiriamphorella irregularis †
- Spiriamphorella ovata †
- Spiriamphorella rectilineata †
  - Spiriamphorella rectilineata districta †